# Eubelum ignavum
Eubelum ignavum är en kräftdjursart som beskrevs av Gustav Budde-Lund 1899. Eubelum ignavum ingår i släktet Eubelum och familjen Eubelidae. Inga underarter finns listade i Catalogue of Life.